# Penalva spinosula
Penalva spinosula är en insektsart som beskrevs av Andrej Vasiljevitj Gorochov 2001. Penalva spinosula ingår i släktet Penalva och familjen Anostostomatidae. Inga underarter finns listade i Catalogue of Life.